# تام و جری: فیلم سینمایی
تام و جری: فیلم سینمایی (انگلیسی: Tom and Jerry: The Movie) فیلمی در ژانر زوج هنری و موزیکال به کارگردانی فیل رومن است که در سال ۱۹۹۲ منتشر شد.
در این فیلم سینمایی اولین باری است که تام و جری تا آخر داستان شروع به حرف زدن می‌کنند.

## بازیگران
- ریچارد کیند
- دانا هیل
- شارلوت را
- آنتونی جی
- اد گیلبرت
- دیوید لندر
- هنری گیبسون
- ریپ تیلور
- اندی مکافی